# Гаитяно-мексиканские отношения
Гаитяно-мексиканские отношения — двусторонние дипломатические отношения между Республикой Гаити и Мексикой.

## История
В 1804 году Гаити стала первой латиноамериканской страной получившей независимость от Франции. Этот факт вдохновил несколько других стран в регионе на борьбу за независимость. В 1821 году Мексика получила независимость от Испании. В 1882 году между Гаити и Мексикой были установлены отношения на консульском уровне, а в 1929 году — официальные дипломатические отношения. В 1934 году в Порт-о-Пренсе было открыто дипломатическое учреждение Мексики, которое в 1943 году было повышено до уровня посольства. В 1943 году Гаити открыла посольство в Мехико.
С 1957 по 1986 год Гаити управлял президент Франсуа Дювалье, а затем его сын Жан-Клод Дювалье. В течение этого периода несколько высокопоставленных гаитянских политиков, студентов и активистов нашли убежище в мексиканском посольстве, включая оппозиционера Жерара Пьер-Шарля, который затем с супругой Сьюзи Кастор  прожил 26 лет в Мексике. В феврале 1991 года к власти на Гаити пришел президент Жан-Бертран Аристид. Позднее он был свергнут в результате государственного переворота в сентябре 1991 года и был вынужден бежать из страны. В том же месяце премьер-министр Гаити Рене Преваль прибыл в посольство Мексики, где оставался на протяжении одиннадцати месяцев, а затем прибыл в Мехико. Рене Преваль позже дважды станет президентом Гаити: с 1996 по 2001 год и с 2006 по 2011 год. В 2014 году в Мексике насчитывалось примерно 1 700 гаитянских граждан, проживающих в городах Мехикали и Тихуаны.
В январе 2010 года на Гаити произошло разрушительное землетрясение. Правительство Мексики предоставило продовольствие и другую необходимую гуманитарную помощь. Вскоре после землетрясения на Гаити прибыло 1300 мексиканских медицинских работников, а также 15 000 тонн гуманитарной помощи и 51 000 палаток для временного проживания. Мексиканские солдаты также принимали участие в поиске пропавших без вести и спасении людей из-под завалов. С 2010 года правительство Мексики выделило более 8 миллионов долларов США на оказание финансовой помощи этой стране. Мехико предоставило государственные стипендии 300 гаитянским студентам для обучения в мексиканских университетах. Эти студенты получали ежемесячную стипендию в размере 625 долларов США. Первые 103 студента прибыли в 2013 году, затем в 2014 году прибыли 93 студента, а остальные в 2015 году.

## Торговля
В 2017 году объём товарооборота между странами составил сумму 76,1 млн долларов США. Экспорт Гаити в Мексику: текстиль и одежда, а экспорт Мексики на Гаити: пшеница, текстиль и электрические аккумуляторы.